# Iron Front
Iron Front es el cuarto álbum de estudio de la banda de punk rock Strike Anywhere. El álbum fue lanzado el 6 de octubre de 2009 mediante Bridge Nine Records, el primer álbum de la banda con este sello independiente.

## Listado de canciones
1. "Invisible Colony" - 1:22
2. "I'm Your Opposite Number" - 2:20
3. "South Central Beach Party" - 2:28
4. "Failed State" - 2:31
5. "Hand Of Glory" - 1:43
6. "The Crossing" - 2:54
7. "Spectacular" - 1:50
8. "Blackbirds Roar" - 2:19
9. "Omega Footprint" - 2:12
10. "Summerpunks" - 2:09
11. "First Will And Testament" - 2:53
12. "Western Scale" - 3:18
13. "Postcards From Home" - 2:58

## Créditos
- Thomas Barnett - cantante
- Matt Smith - guitarra, coros
- Garth Petrie - bajo
- Eric Kane - batería
- Mark Miller - guitarra, coros

## Posicionamiento
Álbum
| Año  | Lista           | Posición |
| ---- | --------------- | -------- |
| 2009 | Top Heatseekers | 21       |